# Autoroute A9
Autoroute A9, også kendt som La Languedocienne og La Catalane, er en fransk motorvej. Den starter ved et motorvejskryds med Autoroute A7 ved Orange, og ender ved den spanske grænse i Pyrenæerne, hvor den går over i den spanske motorvej Autopista del Mediterráneo. Den følges med E15 og E80.
A9 er tresporet fra dens begyndelse i Cote d'Azur-området og indtil frakørsel 41 ved Perpignan Nord. Hele motorvejen er en betalingsmotorvej, styret af Vinci Autoroutes, og prisen for at køre gennem hele A9 er 23,4 € (pr. 1. februar 2014).
A9 er den tredjemest trafikerede motorvej i Frankrig, efter Autoroute A1 og Autoroute A7. 

## Europaveje
- E15, som går fra Inverness i Skotland til Algeciras i Spanien, følger A9 fra start til slut.
- E80, som går fra Lissabon i Portugal til Gürbulak i Tyrkiet, følger A9 fra krydset med A7 i Orange og til motorvejskrydset med A61 i Narbonne.